# Mikes (település)
Mikes (Micești), település Romániában, Kolozs megyében.

## Fekvése
Tordától északnyugatra, Tordaszeleste, Indal és Tordatúr közt fekvő település.

## Története
Mikes és környéke már az ókorban is lakott hely volt, melyet a falutól kissé északra feltárt római korból származó leletek is bizonyítanak.
Mikes nevét 1367-ben említette először oklevél Mykus néven.
1370 körül Mykis, 1409-ben Mykes, 1523-ban Mykews néven írták.
1523-ból ismertek birtokosai is. Ekkor a Bogáti, Alárdfi, Altemberg, Czombor, Tótőri, Vízaknai, Ernuszt, Farnasi és Veres családok voltak birtokosai.
1910-ben 1350 lakosából 48 magyar, 1281 román volt. Ebből 1293 görögkatolikus, 18 református, 15 izraelita volt.
A trianoni békeszerződés előtt Torda-Aranyos vármegye Tordai járásához tartozott.